# Ocean Breeze
Ocean Breeze è un comune della contea di Martin nello Stato della Florida, Stati Uniti d'America.